# Ісраель Матос Хіль
Ісраель Матос Хіль (ісп. Israel Matos Gil; нар. 14 грудня 1982) — колишній іспанський тенісист.
Найвищу одиночну позицію світового рейтингу — 465 місце досяг 11 квітня 2005, парну — 635 місце — 16 серпня 2004 року.

## Титули ITF Ф'ючерс

### Одиночний розряд: (1)
| Ранг | Дата     | Турнір            | Покриття | Суперник     | Рахунок          |
| ---- | -------- | ----------------- | -------- | ------------ | ---------------- |
| 1.   | Сер 2004 | Іспанія F18, Віго | Ґрунт    | Франк Кондор | 6–1, 4–6, 7–6(2) |

### Парний розряд: (1)
| Ранг | Дата     | Турнір                    | Покриття | Партнер               | Суперники                        | Рахунок  |
| ---- | -------- | ------------------------- | -------- | --------------------- | -------------------------------- | -------- |
| 1.   | Бер 2003 | Португалія F6, Каркавелуш | Ґрунт    | Гільєрмо Гарсія-Лопес | Дієго Хункейра Хуан-Феліпе Яньєс | 6–4, 6–3 |